# Wappenbuch des Westfälischen Adels

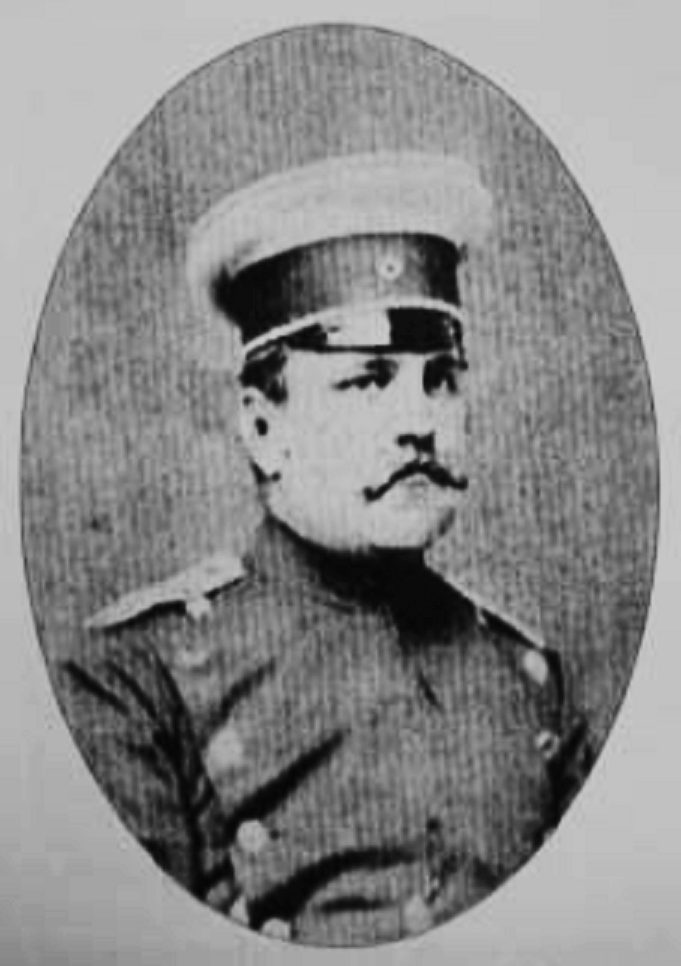
Max von Spiessen en tant qu'officier avant 1880

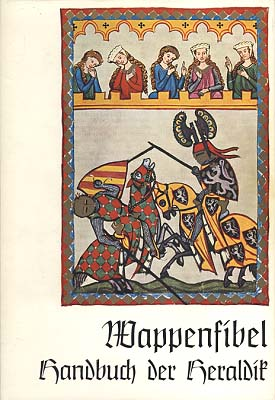
Couverture du livre: Wappenfibel – Handbuch der Heraldik par Adolf Matthias Hildebrandt

Le Wappenbuch des Westfälischen Adels est un recueil sur les armoiries des familles nobles westphaliennes. Le livre d'armoiries est publié dans les années 1901 à 1903 par Max von Spiessen (1852-1921), avec des dessins d'Adolf Matthias Hildebrandt (1844-1918).

## Histoire
Les armoiries sont la première et la plus importante œuvre de Max von Spiessen. Une liste complète des tableaux généalogiques de la noblesse westphalienne, telle que Spiessen l'a annoncée, ne voit pas le jour.

## Description
La collection se compose de deux volumes qui sont publiés à Görlitz, le premier volume est un manuel avec un index, le deuxième volume est le volume illustré supplémentaire et se compose de
- un répertoire
- un registre
- les planches 1-354,
- un addenda (planches 1 à 9)
- et une annexe décrivant les pièces simples du héraut (A) et les figures naturelles (B).

Dans les deux annexes (A et B), Spiesssen décrit en détail les différentes pièces du héraut et explique plus en détail avec des exemples les figures naturelles de l'héraldique.